# Turbina bracteata
Turbina bracteata är en vindeväxtart som beskrevs av T. Deroin. Turbina bracteata ingår i släktet Turbina och familjen vindeväxter. Inga underarter finns listade i Catalogue of Life.